# Верещака (блюдо)
Верещака (вереща́га, перм. вереща́нка) — блюдо украинской национальной кухни. Для приготовления используется свиная грудинка, тушёная в свекольном квасе или свекольном настое. Также её готовили не только из грудины или рёберной части, но и из свежего подчерёвка, свеже-начинённых колбас. Верещаку заправляли тёртым хлебом, мукой, квасом.

## Этимология
Слово «верещага» произошло от вереск «шум, крик, вопль» (ср. верезга, ворчать, ворковать).
На Украине верещагой называют болтуна, крикуна, брюзгу или сварливого человека. Верещать, верезжать — пронзительно кричать, плакать, реветь. В Древней Руси существовали древнерусские имена: Верещага, Верещака, Верещалка.

## Приготовление
Свиную грудину режут на куски, солят и обжаривают с обеих сторон на свином сале. Заливают свекольным квасом, добавив душистый и чёрный перец, порезанную луковицу. Тушат до полуготовности, после чего добавляют тёртый чёрствый хлеб, затем тушат до готовности.